# Taiwanesisk dollar
Nya Taiwanesisk dollar (NT$ - Taiwan dollar / Xīn táibì) är den valuta som används i Taiwan i Asien. Valutakoden är TWD. 1 Dollar = 1 yuan = 10 jiao = 100 cents / fen.
Valutan infördes 1949 och ersatte den gamla taiwanesiska dollarn som infördes 1946 och i sin tur ersatte kinesisk  yuan.

## Användning
Valutan ges ut av Central Bank of the Republic of China / Zhōngyāng Yínháng - CBC som grundades 1924 i  Kanton på fastlandet och efter inbördeskriget i december 1949 flyttade till Taiwan. Verksamheten återupptogs formellt först 1961. CBC ombildades 1979 och har huvudkontor i  Taipei / Táibĕi Shì.

## Valörer
- Mynt: 1, 5, 10, 20 och 50 dollar
- Underenhet: 5 jiao (50 cents)
- Sedlar: 100, 200 (används sällan), 500, 1000 och 2000 (används sällan) TWD